# Tren Ciudad de México-Querétaro
El Tren Ciudad de México-Querétaro será un tren de pasajeros que conectará la Ciudad de México con la ciudad de Santiago de Querétaro, en Querétaro, pasando por los estados de Hidalgo y México. El proyecto fue anunciado por Claudia Sheinbaum el 10 de julio de 2024,como parte de los planes nacionales de infraestructura ferroviaria del 2018 al 2050. El 27 de abril de 2025 se dio banderazo de inicio de obras, se espera que finalicen en octubre de 2027.
El 13 de octubre de 2024, se dio el banderazo del inicio del proyecto del Tren Ciudad de México-Querétaro, con los trabajos preliminares y de estudios sobre el derecho de vía para la construcción del tramo: Ciudad de México a Querétaro con una longitud de 225 km. En el tramo de Querétaro con dirección al norte se dividirá en dos ramales con destino a Nuevo Laredo y a Nogales.

## Historia

### Antecedentes: Porfiriato
Los antecedentes más antiguos de este ferrocarril se remontan a las concesiones que otorgó el gobierno del presidente Porfirio Díaz para la construcción del Ferrocarril Central Mexicano, que tenía un capital mixto: estadounidense y mexicano. Por la parte estadounidense, el capital provenía de la compañía Achison, Topeka, Santa Fe, mientras que por México provenía del gobierno federal. La concesión base permitía construir una línea entre la Ciudad de México y Ciudad Juárez, inaugurada en 1884, a la cual se le agregó un ramal en 1888 al Océano Pacífico pasando por Querétaro.
En 1908, al final del gobierno porfirista, se crea la compañía gubernamental Ferrocarriles Nacionales de México, que constituye la primera nacionalización de los ferrocarriles por su valor estratégico. Esta primera operación se logra al expropiar y fusionar las compañías Central, el Nacional y el Internacional junto con otras compañías menores, con lo que se logran 11,117 kilómetros de vías férreas nacionalizadas. Entre 1910 y 1929, el estado de esas líneas era incierto, ya que cayeron en manos de los diferentes grupos que combatieron durante la Revolución Mexicana.

### El Constitucionalista
El Constitucionalista fue un tren de pasajeros que brindaba servicios desde la Ciudad de México hasta la ciudad de Santiago de Querétaro, la cual era operado por Ferrocarriles Nacionales de México en los años 80s.
Durante el Plan de Desarrollo Ferrocarrilero de 1973 a 1986, el tren ha sufrido cambios que, el gobierno de México con la Secretaría de Comunicaciones y Transportes (SCT) destino con la  rehabilitación de coches y vías, y adquisición de nuevo equipo. El gobierno pretendía recuperar esta inversión en 10 años tomando en cuenta el deseo de la empresa ofrecer al público-turistas y viajeros de ingresos medios y bajos- un transporte económico, seguro, cómodo y limpio.
El Tren fue muy bien aprovechado durante el Campeonato de la Copa Mundial de Fútbol de México de 1986 para trasladar a los aficionados a Querétaro, una de las sedes oficiales; de la estación del tren salían transportes rumbo al Estadio Corregidora de fútbol y viceversa.

### Tren Eléctrico de Pasajeros México-Querétaro
El Tren Eléctrico de Pasajeros México-Querétaro fue un tren de pasajeros que brindaba servicios en la región centro de la República Mexicana. Inicio su construcción en 1979 por parte del gobierno mexicano, incluyó dentro del proyecto participación japonesa, inglesa y francesa. Las locomotoras empleadas las GE E60, la cuales fueron diseñadas y armadas por la compañía General Electric en Aguascalientes entre 1980 y 1982. El modelo de locomotoras fue denominado General Electric E60-C2.

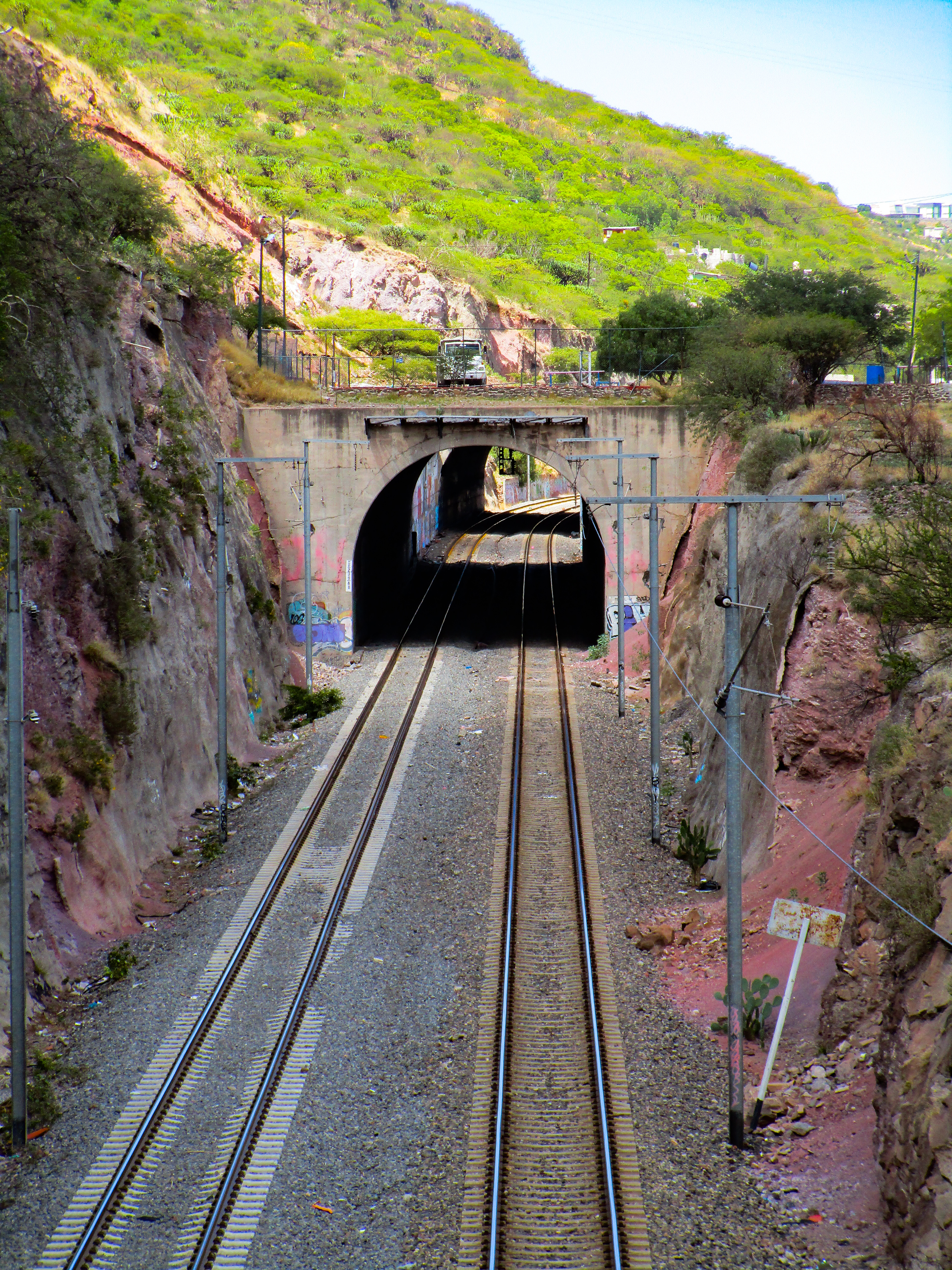
Situación de la vía en 2024

Olvidándose el Plan de Desarrollo Ferrocarrilero de 1973 a 1986 que entre muchas acciones, tuvo como uno de sus fines la construcción de una vía doble electrificada entre las ciudades de México y Tijuana para el transporte de carga y pasajeros. De esta vía solo se logró construir el tramo entre el Distrito Federal y la ciudad de Santiago de Querétaro, la llamada Vía Doble Electrificada México-Querétaro inaugurada el 14 de febrero de 1994 con el recorrido de una de las locomotoras eléctrica General Electric E60C-2 que Ferrocarriles Nacionales de México había comprado para el servicio mixto de pasajeros y carga entre ambas ciudades. El proyecto se pensaba llevar hasta la ciudad de Guadalajara pero nunca se terminó; esa doble vía se constituyó con cuatro vías llamadas Vía Juárez, Vía Morelos, Vía A y Vía B, las dos primeras vías destinadas al servicio mixto, con preferencia en pasajeros y las segundas destinadas solo al servicio de carga, por lo que no eran electrificadas y tenían un trazo más sinuoso, pues debían servir a varias zonas industriales durante su recorrido, por eso aún hoy son consideradas más como laderos de las vías Juárez y Morelos.

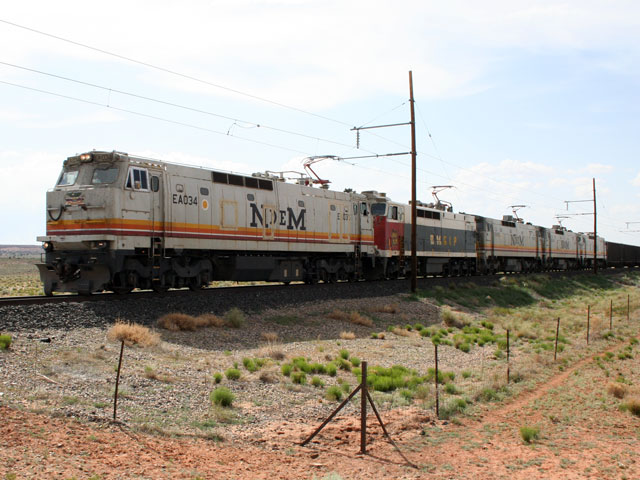
Locomotora eléctrica General Electric E60-C2

Durante la construcción se consideró en 1987 la construcción de un ferrocarril como el Shinkansen en el mismo derecho de vía, pero la falta de fondos lo hizo irrealizable. Por eso, se continuó con la construcción de las vías electrificadas para servicio mixto, que sólo duró en servicio hasta 1996 con un pobre resultado, ya que las locomotoras no podían circular a velocidad plena por las máquinas diésel-eléctricas, la invasión de vías y la restricción a servir únicamente en esas vías, lo que las hizo incosteable el proyecto.
Tras ser privatizada la red ferrocarrilera en 1997 por el expresidente Ernesto Zedillo, Kansas City Southern de México decidió vender las 39 máquinas General Electric E60C a una compañía minera en los Estados Unidos terminando con el uso de la vía electrificada, dejando las líneas de catenaria electrificadas para un supuesto uso en el futuro. Posteriormente, se utilizó dicha infraestructura con la construcción del Ferrocarril Suburbano de la Zona Metropolitana del Valle de México, el llamado Sistema 1, que corre de la Estación Buenavista a Cuautitlán, y que se basaba en los llamados Trenes Radiales Metropolitanos. Inaugurado en 2008, este sistema de tren de media velocidad ocupó el derecho de vía de las Vías Juárez y Morelos hasta el Punto Kilométrico (PK) 26+400 de ambas vías, aunque su fin es construirse hasta la ciudad de Huehuetoca e incluso llegar hasta la ciudad de Santiago de Querétaro con un sistema metropolitano que uniría al Distrito Federal, Querétaro y varias ciudades intermedias en cuatro entidades federales.

### Tren Rápido México-Querétaro
El Tren Rápido México-Querétaro fue un proyecto de un tren de alta velocidad que conectaría Ciudad de México con Santiago de Querétaro, pasando por el estado de Hidalgo y Estado de México. El proyecto consistía en un tren de doble vía con una longitud de 210 km. Contaría con dos estaciones (la estación inicial en Ciudad de México estaría ubicado en Buenavista) y tres talleres de mantenimiento.

Propuesta de ruta del proyecto de tren de alta velocidad

El proyecto fue propuesto del presidente de México Enrique Peña Nieto en 2014 quien lo dio a conocer oficialmente como uno de los proyectos de infraestructura ferrocarrilera a realizarse en su sexenio.
Se llevaron a cabo varios estudios de factibilidad que, en el caso del tren de alta velocidad México-Querétaro, definió hasta cuatro posibles rutas todas en base al trazo actual de la Vía Doble Electrificada México-Querétaro, entre sus PK 0+000 y 240+900, mismo que llevó a contemplar una sola ruta que usa 70.9 kilómetros del derecho de vía actual de las Vías Juárez y Morelos, 50.1 kilómetros de vías cercanas al trazo de las vías Juárez y Morelos y aproximadamente 75.5 kilómetros de vías totalmente nuevas, además de 47.1 kilómetros que están restringidas al derecho de vía de la Vía Doble Electrificada México-Querétaro en las entradas a la ciudad de Santiago de Querétaro y la Zona Metropolitana del Valle de México. El proyecto se canceló el 2 de febrero de 2015, esto por supuestas sospechas de corrupción y recortes presupuestarios.

### Reanudación
Después de años de incertidumbre, en febrero de 2020 la Secretaría de Comunicaciones y Transportes declaró que la iniciativa sería retomada, una vez que se concluyera el Tren Maya. El 14 de julio, la SCT anunció que la licitación del proyecto se lanzaría a más tardar ese mismo año. El 5 de octubre del 2020, el gobierno de Andrés Manuel López Obrador y representantes de la Iniciativa Privada presentaron un plan de inversión del sector privado, que incluía 39 proyectos, en medio de la crisis por el COVID-19. El proyecto apareció con el número 21 dentro de este plan anunciado junto con empresarios.

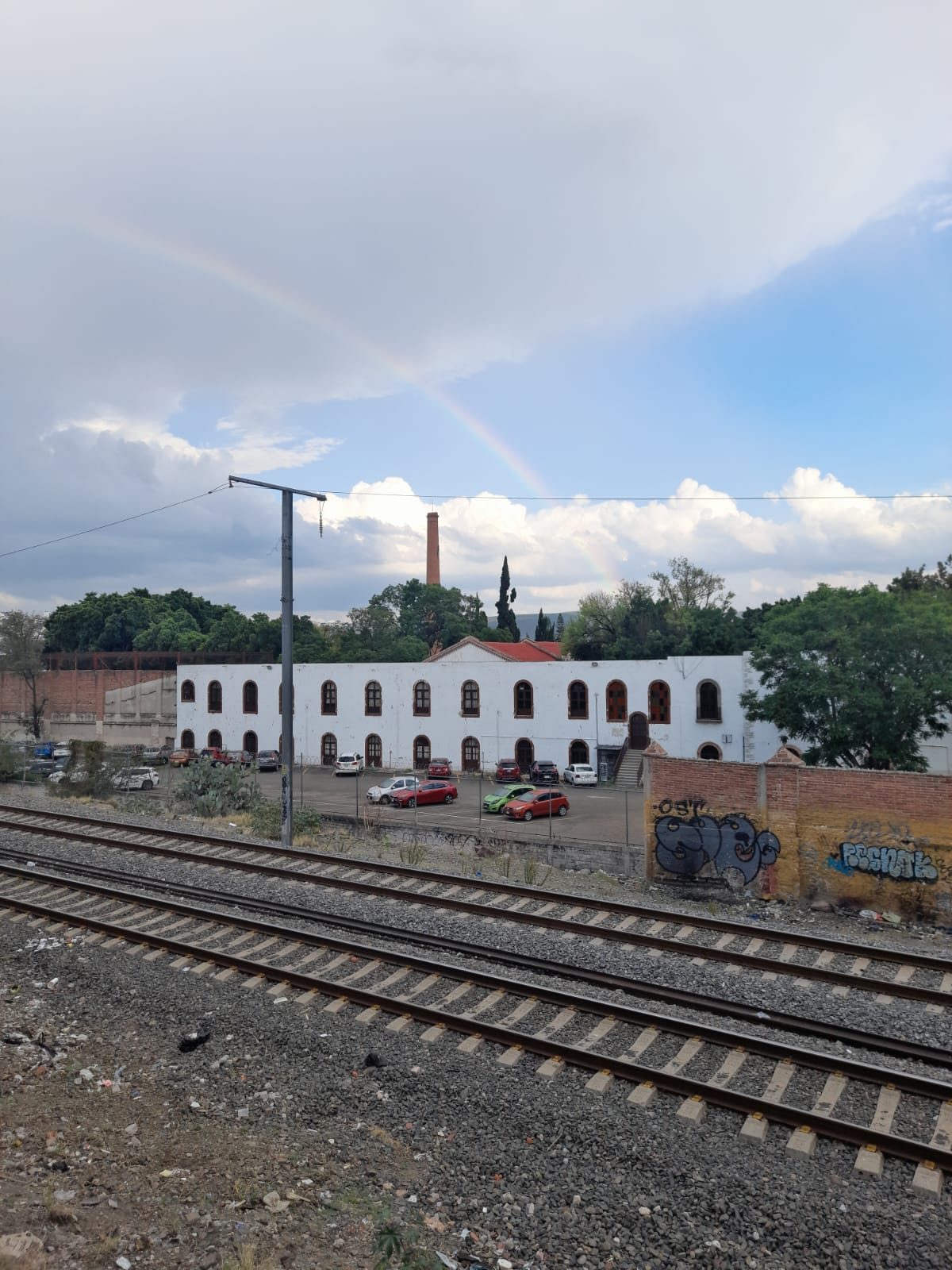
Vías que se esperaban usar para el proyecto

El 13 de julio de 2023 el gobierno de Andrés Manuel López Obrador (AMLO) anuncio la firma del convenio con la empresa ferroviaria Kansas City Southern de México para poder seguir con la obra de trenes de pasajeros, tras el colapso del autopista México Querétaro. De acuerdo con el presidente de Kansas City Southern de México, Oscar Augusto Del Cueto, se había dado inicio a estudios de evaluación para el trazo de vía del tren de alta velocidad, para facilitar el tránsito del tren, así como reutilizando las antiguas concesiones de vías del tren de carga.
El 20 de noviembre de 2023, Andrés Manuel López Obrador anuncia la reactivación de siete rutas de trenes de pasajeros tras un decreto. Dos de las cuales incluyen la ruta Ciudad de México- Querétaro:
- Tren Ciudad de México–Querétaro–León–Aguascalientes,
- Tren Ciudad de México–Querétaro–Guadalajara–Tepic–Mazatlán–Nogales

El 22 de enero de 2024, el presidente Andrés Manuel López Obrador en su visita en Querétaro aviso sobre que al terminar su administración dejará lista la concesión para que el próximo gobierno pueda iniciar la construcción del tren de alta velocidad. Después, la Canadian Pacific Kansas City (CKPC) diria que a finales de mayo de 2024 presentará un nuevo estudio para la ruta en Ciudad de México-Querétaro, que presentaría una evidente demanda diaria.

### Propuesta formal
El 28 de junio de 2024 la presidenta electa Claudia Sheinbaum en su rueda de prensa afirmó la reanudación de la construcción del proyecto para el 2025 y añadió la conversación con el actual secretario de Hacienda, Rogelio Ramírez de la O, quien le aseguró que existen los recursos necesarios para llevar a cabo la construcción da la obra.
El 10 de julio de 2024 la virtual presidenta Claudia Sheinbaum anuncia el proyecto que va a conectar por la Ciudad de México, la ciudad de Querétaro y la ciudad de Guadalajara, pasando también con el Estado de Hidalgo y Estado de México.
La empresa ferroviaria Canadian Pacific Kansas City (CPKC) informó que, tras un estudio realizado, se concluyó que la construcción y puesta en marcha del tren Ciudad de México a Querétaro llevará entre 4.5 a 5 años. Dentro del estudio mencionado, se encontró que este tren puede tener una velocidad máxima de 200 km/h a en ciertos tramos de la ruta Ciudad de México-Querétaro, pero en promedio serían 120 km/h, con una inversión de entre 13 a 14 mil millones de dólares para los próximos cinco años.*roMNBV  comenzando desde la estación Buenavista hasta la nueva estación en Querétaro, ubicado en el Aeropuerto Internacional de la misma ciudad. Se espera que el proyecto de estudio sea terminado en abril de 2025.
El proyecto seguirá la ruta similar al antiguo tren eléctrico México-Querétaro y los trabajos de construcción del tren comenzarán en abril de 2025 y se espera que finalicen en 2028.

## Características
El tren de pasajeros tendrá doble vía electrificada, teniendo la siguiente infraestructura: 11 viaductos (12 km), 6 puentes (2 km) y 114 km de corte y terraplén.
El trazo definitivo de estaciones y paraderos se encuentra en la página de cartera de inversión de la Secretaría de Hacienda y Crédito Público de la página del Gobierno de México.
Tendrá conexión con los sistemas de transporte del  Tren Suburbano de la Zona Metropolitana del Valle de México, el sistema Metro de la Ciudad de México, Metrobús, Ecobici, QroBus o transporte local.
- Se espera cambiar la antigua estación Querétaro por una nueva, llamado La Corregidora (propuesta de Claudia Sheinbaum).[28]
- Nueva estación en el Aeropuerto Intercontinental de Querétaro.
- Una nueva estación para San Juan del Río, ubicada en Avenida Tegnologico en la colonia San Rafael.[28]
- Nueva estación en paradero en Tula.
- Paradero en Praderas del Potrero
- Paradero en Huehuetoca.
- Se usará la actual Estación Buenavista.